# Liolaemus valdesianus
Liolaemus valdesianus är en ödleart som beskrevs av  Walter Hellmich 1950. Liolaemus valdesianus ingår i släktet Liolaemus och familjen Tropiduridae. Inga underarter finns listade i Catalogue of Life.